# Gerlak Josef Mazal
Gerlak Josef Maria Mazal OPraem. (8. srpna 1893 Uherský Brod – 22. ledna 1962) byl český katolický kněz, premonstrát, osobní arciděkan v Žatci.

## Život
Narodil se v č.p. 136 Uherského Brodu v rodině městského sekretáře Josefa Mazala a Mathildy, rozené Slavíkové, dcery hostinského v Klenovicích.
Dne 9. října 1913 v benediktinském opatství sv. Petra a Pavla v Rajhradě přijal roucho následovníků sv. Benedikta z Nursie a mnišské jméno Benedikt. Později se však stal členem řádu premonstrátských kanovníků, kde mu bylo dáno řádové jméno Gerlak.
Od roku 1945 působil v duchovní správě v Žatci. V roce 1948 kromě Žatce excurrendo spravoval i farnost Soběsuky.
V letech 1949-1950 se mu podařilo, spolu s bankovním úředníkem Josefem Bedřichem, v žateckém kostele realizovat unikátní křížovou cestu. Je provedena z lipového dřeva, zlacená, každé zastavení má v horní části kruhový díl s číslem zastavení a křížkem, celý tento díl je zlacen plátkovým zlatem. Řezbářské práce provedl akademický sochař František Rada, zlatnické práce a polymety prováděl mistr Ladislav Kozány z Jihlavy. Děkan Mazal s bankovním úředníkem Bedřichem jsou věrně vyobrazeni na posledním 14. zastavení křížové cesty jako Josef z Arimatie a Nikodém.
Během svého působení v Žatci (po roce 1950) byl jmenován osobním arciděkanem.
V roce 1954 byly v jeho duchovní správě Žatec a excurrendo Libočany. V roce 1956 byl ze Žatce přeložen do farnosti Klapý pod Hazmburkem. Zemřel 22. ledna 1962.